# Saut à la perche masculin aux Jeux olympiques d'été de 2000
Navigation
Atlanta 1996 Athènes 2004
L'épreuve du saut à la perche masculin aux Jeux olympiques de 2000 s'est déroulée les 22 et 25 septembre 2000 au Stadium Australia de Sydney, en Australie.  Elle est remportée par l'Américain Nick Hysong.

## Résultats

### Finale
| Rang               | Athlète            | Pays           | 5,50 | 5,70 | 5,80 | 5,90 | 5,96 | Marque | Note |
| ------------------ | ------------------ | -------------- | ---- | ---- | ---- | ---- | ---- | ------ | ---- |
| Médaille d'or      | Nick Hysong        | États-Unis     | O    | XO   | O    | O    | XXX  | 5,90   | PB   |
| Médaille d'argent  | Lawrence Johnson   | États-Unis     | -    | O    | O    | XO   | XXX  | 5,90   |      |
| Médaille de bronze | Maksim Tarasov     | Russie         | O    | -    | XO   | XXO  | XXX  | 5,90   |      |
| 4                  | Michael Stolle     | Allemagne      | XXO  | O    | XO   | XXO  | XXX  | 5,90   |      |
| 5                  | Dmitri Markov      | Australie      | O    | -    | O    | XX-  | X    | 5,80   |      |
| 5                  | Viktor Chistiakov  | Australie      | O    | O    | O    | XXX  |      | 5,80   |      |
| 7                  | Okkert Brits       | Afrique du Sud |      | O    | XO   | XXX  |      | 5,80   |      |
| 8                  | Danny Ecker        | Allemagne      | O    | XO   | XO   | XXX  |      | 5,80   |      |
| 9                  | Montxu Miranda     | Espagne        | O    | XXO  | XXX  |      |      | 5,50   |      |
| 10                 | Alex Averbukh      | Israël         | O    | XXX  |      |      |      | 5,50   |      |
| 10                 | Giuseppe Gibilisco | Italie         | O    | XXX  |      |      |      | 5,50   |      |
| 10                 | Yevgeny Smiryagin  | Russie         | O    | XXX  |      |      |      | 5,50   |      |
| 13                 | Tim Lobinger       | Allemagne      | XO   | XXX  |      |      |      | 5,50   |      |

## Légende
Records et Performances
- AR : Record continental (area record)
- CR : Record des championnats (championship record)
- MR : Record du meeting (meet record)
- NR : Record national (national record)
- OR : Record olympique (olympic record)
- PR : Record paralympique (paralympic record)
- PB : Record personnel (personal best)
- SB : Meilleure performance personnelle de la saison (season's best)
- WL : Meilleure performance mondiale de l'année (world leader)
- WJR : Record du monde junior (world junior record)
- WR : Record du monde (world record)

Circonstances et Conditions
- DNF : N'a pas terminé (did not finish)
- DNS : N'a pas pris le départ (did not start)
- DQ : Disqualification (disqualification)
- NM : Aucun essai valable enregistré (No Mark)
- Q : Qualifié « directement » au prochain tour (ou à la prochaine compétition), lors d'une compétition majeure, grâce au classement ou à la réalisation des minima (automatic qualifier)
- q : Qualifié au prochain tour (ou à la prochaine compétition), lors d'une compétition majeure, grâce au repêchage ou à la réalisation de l'une des meilleures performances parmi celles des « non qualifiés directement » (grâce au meilleur temps ou à la meilleure distance par exemple) (secondary qualifier)